# 孟帕亚
孟帕亚，另译孟别，旧称猛叭，是缅甸掸邦大其力縣孟帕亚镇区下辖的一个镇，也是孟帕亚镇区的治所。

## 历史
猛叭原为兰那属地。据《泐史》下卷载：猛竜埔卡陇健仔于小历599年（宋理宗嘉熙元年丁酉，即公元1237年），嫁其女孃钪瑎于景海酋（兰那叭老），曾以猛竜埔卡及猛叭等地陪嫁。后为东吁王朝所占。
后明朝将此地置为孟爱府府治。
《泐史》记载：“小历892年（明嘉靖九年，公元1530年），室利崧版死，有子一人，名曰刀糯猛，天朝委为宣慰使，至斯时止，景永（即车里，应缅后之称）迄未臣缅。至930年（隆庆二年戊辰，即1568年）缅甸大光王，命将摩诃昙（另译“麻哈坦”，Maha Dham）帅兵攻下景永，刀糯猛始臣属于缅王殿下。并统率土练，随缅王法酥妥坦麻暹闍往征阿瑜陀、景迈，战胜旋师，至猛叭，宣慰使刀糯猛病死。
明缅战争后，该地随着一连串的明朝失地一同被纳入东吁王朝版图。
1950年，撤入缅甸境内的国民革命军第二十六军第193师残部来到此地与李国辉部和另一股地霸武装张伟成、蒙保业等人会合，组成“复兴部队”，开展游击作战。